# Antonio González y González
Antonio González y González (Valencia del Mombuey, 5 de enero de 1792-Madrid, 30 de noviembre de 1876), I marqués de Valdeterrazo, fue un político, diplomático y abogado español. Enemigo de las ideas del Antiguo Régimen, fue un relevante político del primer liberalismo español y responsable de su implantación. Figura principal del partido progresista español del siglo XIX, colaboró activamente en las políticas llevadas a cabo por Juan Álvarez Mendizábal y Baldomero Espartero, aunque con el paso de los años sus ideas se moderaron.

## Primeros años y vida hasta el final del Trienio Liberal
Nació en Valencia del Mombuey (Badajoz), siendo su familia de origen acomodado, pues poseía diversas haciendas en la provincia de Badajoz, que le aportaban rentas. Sus padres fueron Tomás González e Isabel González. Con siete años de edad es enviado junto a su hermano a estudiar al colegio Valence de Badajoz, pero los turbulentos acontecimientos de 1808 truncaron su apacible vida de estudiante. Se une al movimiento insurreccional contra la ocupación francesa, dejando sus estudios poco antes de acabarlos y se une en 1809 a la compañía de Artillería de la ciudad. A lo largo de la Guerra de la Independencia española participa en multitud de batallas contra los franceses hasta 1814, como por ejemplo la batalla de La Albuera, recibiendo por sus servicios multitud de medallas honoríficas y alcanzado el grado de oficial en 1811.
Al terminar la guerra retoma los estudios, cursando leyes en la Universidad de Zaragoza, donde se gradúa como bachiller en 1819, ejerciendo la profesión de abogado en dicha ciudad. Atraído por la ebullición política del Trienio Liberal se traslada a Madrid, donde se integra en la burocracia jurídica del régimen liberal. En 1822 ocupa un puesto como asesor de la Capitanía General de Madrid y al año siguiente se traslada a Sevilla como auditor de la Capitanía General de Andalucía. El último puesto que ocupa es el de fiscal en el Tribunal especial de Guerra y Marina, pero con el avance de las tropas de los Cien Mil Hijos de San Luis, enviadas por la Santa Alianza para reimplantar el absolutismo en España, debe abandonar su trabajo y buscar refugio, junto a otros liberales, en la ciudad de Cádiz.

## Exilio en América
Repuesto en todo su poder, el rey Fernando VII inicia una brutal represión contra todos aquellos que habían soñado implantar el liberalismo político y modernizar España. La que se conoce como la Década Ominosa obliga a muchos liberales a buscar refugio en el extranjero, dejando atrás profesión, fortuna y familia. Uno de los refugios de los liberales fue Gibraltar, lugar que acoge al extremeño. Allí junto a otros emigrados, Facundo Infante y los hermanos José y Antonio Seoane, deciden emigrar a América. Parten de Gibraltar el 31 de octubre de 1823, comenzando un viaje que no iba a ser nada fácil. En la travesía por mar están a punto de naufragar en varias ocasiones, aunque finalmente consiguen atracar en la ciudad brasileña de Río de Janeiro. Con pocos recursos inician un periplo atravesando el continente sudamericano con la intención de llegar a tierras del Perú. Durante el viaje sufren el ataque de animales salvajes, indígenas, la falta de víveres y las fiebres, llegando finalmente al departamento de Santa Cruz, que formaría posteriormente parte de la República de Bolivia. 
Las vicisitudes no terminan con el fin del viaje, pues el grupo es detenido por las autoridades realistas españolas, al ser sospechosos de liberalismo y por lo tanto amigos de las ideas emancipadoras por las que luchaban los americanos en aquel momento. A punto estuvieron de ser fusilados en varias ocasiones, pero aprovechando la transcendental batalla de Ayacucho de 9 de diciembre de 1824, pudieron escaparse de su prisión todos los integrantes del grupo menos Antonio González, por hallarse muy débil por unas fiebres contraídas. La rabia de los captores ante esta huida es tal, que quieren pagarla con el único prisionero que les quedaba, pero gracias a la intervención del cura y autoridades de la villa boliviana de Totora, su vida es salvada. Poco a poco recobra la salud y con ayuda de los bolivianos consigue escaparse y dirigirse a la ciudad peruana de Arequipa, donde vivirá los siguientes diez años.
En esta ciudad ejerce la abogacía, consiguiendo importantes ingresos y relacionándose con la elite arequipeña. De Arequipa son algunos de los juristas más importantes del Perú del siglo XIX, que dejaron su impronta en la configuración del nuevo estado. Algunos de estos son Francisco Xavier de Luna Pizarro, Felipe S. Estrenós o José M. Rey de Castro, que fueron asesores de José de San Martín, Simón Bolívar y Antonio José de Sucre. El extremeño se integró en los círculos de juristas de la ciudad, dando consejos jurídicos y ganándose la confianza de unos hombres que al igual que él querían construir un estado liberal y moderno. Uno de los hechos más significativos de su etapa arequipeña fue su intercesión a favor del joven Baldomero Espartero, quien era prisionero de las autoridades peruanas acusado de espionaje. El militar había regresado de España con instrucciones para las exiguas tropas españolas que en América quedaban y ante el desconocimiento de la resolución de la batalla de Ayacucho, había sido hecho prisionero junto a otros españoles, al desembarcar del barco que les traía de España. Condenado a dura prisión, fue el extremeño, junto a otras personalidades, los que consiguieron convencer a Simón Bolívar para que le excarcelase y le permitiese volver a España.
Con la muerte de Fernando VII en 1833 y ante la necesidad de la reina regente María Cristina de Borbón de atraerse a los sectores liberales para sostener la corona de su hija Isabel frente a las pretensiones carlistas, se decretan una serie de amnistías que posibilitan el regreso del contingente de liberales emigrados. Al tener noticia de esto, Antonio González se decide a regresar a España en 1834, aunque previamente realiza un viaje por diversos países europeos, para conocer de primera mano los sistemas políticos que allí funcionaban, sus recursos económicos, industrias y entrar en contacto con personas simpatizantes del liberalismo. A diferencia de otros emigrados, regresa a su país con fortuna y amistades políticas, lo que le abría un horizonte político muy alentador. De América también trae consigo el compromiso matrimonial con María Josefa Olañeta, hija del general español de ideas absolutistas Pedro Antonio de Olañeta. Unos años más tarde, en 1838 en Madrid, se celebró la boda con María Josefa Olañeta, con la que tuvo dos hijos, llamados Amalia y Ulpiano.

## Actividad política durante las Regencias de María Cristina y Espartero
Instalado de nuevo en Madrid, enseguida se inmiscuye en la agitada vida política. La regente María Cristina había aprobado el Estatuto Real de 1834, una especie de carta otorgada, que disponía la creación de un Estamento de Procuradores, como órgano para dar salida a las aspiraciones liberales. En este organismo ocupó en 1834 un asiento siendo elegido por Badajoz. De esta etapa política existe una descripción de su persona, por Fermín Caballero, que nos puede ayudar a conocer mejor su forma de ser y pensamiento:

“Como secretario en la primera legislatura, como vicepresidente en la segunda, como presidente en la última y como procurador en todas, ha llenado su deber, se ha ganado la amistad de muchos y el general aprecio dentro y fuera del estamento. Laborioso en extremo y puntual por hábito, ha sido el único que fijó la hora de abrirse la sesión, y que logró la asistencia exacta de los procuradores. Con sus modales corteses y dulcísimas maneras, corrige sin irritar, guarda su puesto sin petulancia, y se hace obedecer por un respeto amoroso que jamás arranca el más duro tirano. Su temple ni blando ni severo, ha sido el único capaz de evitar mayores desórdenes en la galería y fuera de ella, durante la finada legislatura, por más que las pasiones le calumnian. En lo que aprende que debe hacer en pro de su patria, es decidido e inexorable hasta la pared de enfrente, aunque exponga cuanto trajo de América y su propia existencia. Tiene más voz que cuerpo, más alma que físico, y discurre mejor que habla: pues en sus giros y maneras oratorios se resiente de que ha abogado mucho, leyendo comentadores y haciendo alegatos, y en la dicción y modismos descubre que sabe francés e inglés con daño del habla castellana. Por la tez y las facciones parece mestizo”'.

Elegido primer secretario de la Cámara, en seguida se hizo significar dentro del liberalismo avanzado, convirtiéndose en uno de los procuradores que más peticiones formuló y firmó, destacando entre ellas la de la tabla de derechos presentada en agosto de 1834. Se vinculó políticamente a figuras destacas del progresismo, como Juan Álvarez Mendizábal y Baldomero Espartero, alcanzando la vicepresidencia del Estamento de Procuradores, como consecuencia de las movilizaciones populares que se produjeron en septiembre de 1835, que provocaron un cambio político por él alentado y que elevó al gobierno a Juan Álvarez Mendizábal. En febrero de 1836 fue elegido de nuevo procurador por Badajoz, alcanzando la presidencia de dicho Estamento gracias a su fulgurante carrera política dentro del progresismo y a su fidelidad a Mendizábal. 

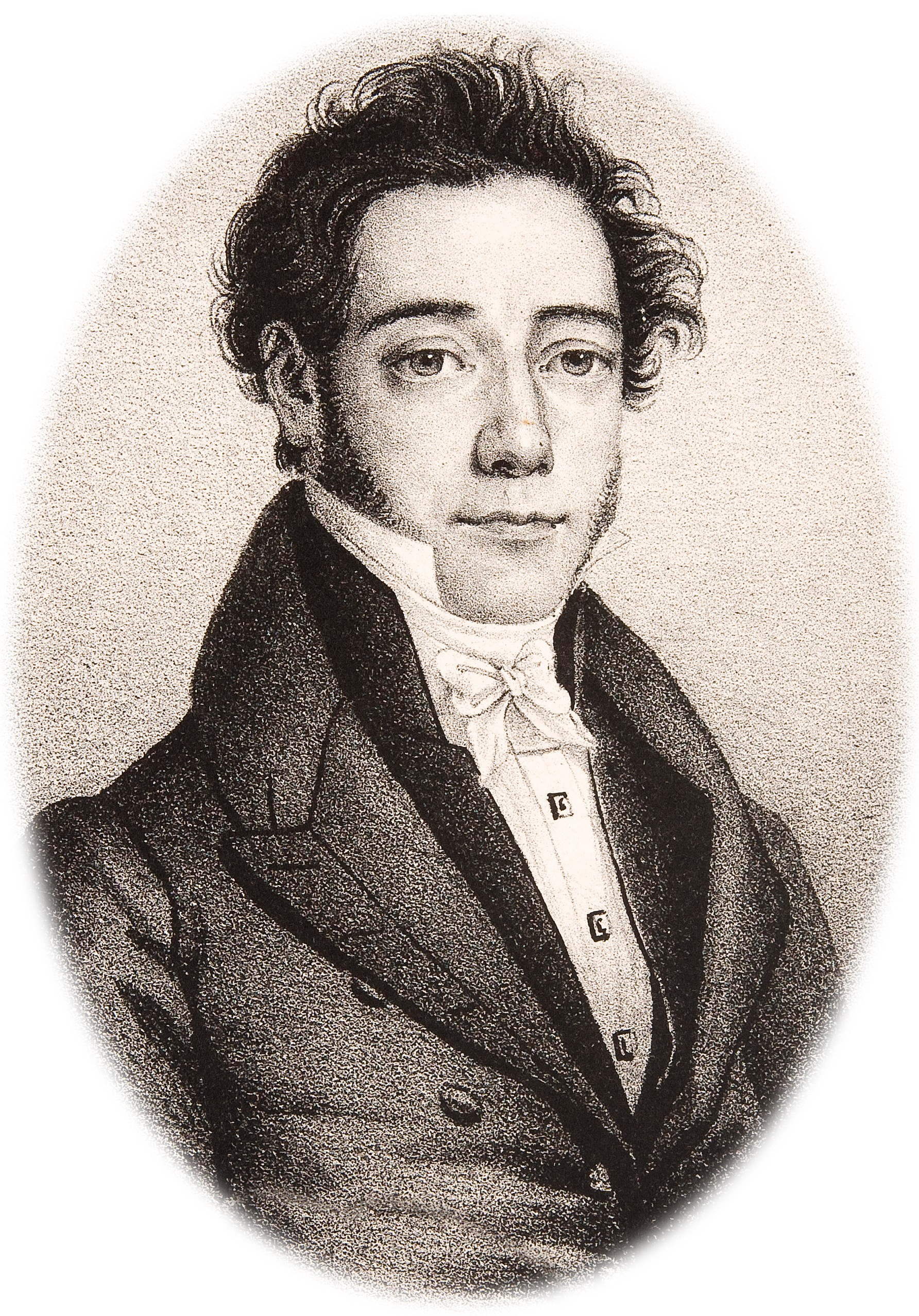
Retrato de Antonio González como procurador del Reino en las Cortes Generales de la legislatura de 1834, Lit.ª de Faure, ca. 1834

Su elección mostró las diferencias que afloraban dentro de una cada vez más diversa familia liberal. La división se acrecentó cuando Francisco Javier de Istúriz formó gobierno en sustitución de Mendizábal, más progresista, lo que provocó que la mayoría del Estamento de los Procuradores manifestara su desaprobación mediante un voto de censura. Al presidir esta institución Antonio González se le acusó de parcialidad en su cargo, lo que produjo que publicara, para refutar las opiniones contrarias a su persona, un folleto publicado a la terminación de la legislatura, donde defendía los postulados del liberalismo avanzado. La reforma política era imparable y el movimiento revolucionario iniciado con el Motín de La Granja de San Ildefonso en el verano de 1836 provocó el restablecimiento provisional de la Constitución de 1812. El 1 de octubre de 1836 es nombrado magistrado del Tribunal Supremo de Justicia, cargo que ejerció a la par del de Diputado en las Cortes Constituyentes, al ser elegido por Badajoz. Su aportación más valiosa durante este período fue su labor en el seno de la comisión que redactó la Constitución de 1837, de inspiración liberal progresista. En los debates de la Cámara y en las actas de la comisión constitucional se va apreciando el abandono por parte de Antonio González del liberalismo más radical y la asunción de principios del doctrinarismo moderado como son la soberanía compartida y el bicameralismo. La nueva constitución, en los apartados de normativa electoral y de imprenta, recogen los pareceres de lo discutido en dos comisiones en las que participó Antonio González, en las que se abogaba por extender cuanto fuera posible los derechos por ellas regulados y la defensa del juicio por jurados. Su actividad política durante este período fue considerable, pues también presidió la Cámara en dos etapas, la primera del 23 de marzo de 1836 al 25 de mayo de 1836 y la segunda del 1 de diciembre de 1836 al 1 de enero de 1837 y ocupó el puesto de Ministro de Gracia y Justicia en dos etapas, desde el 6 al 9 de diciembre de 1838 de manera interina y desde el 20 de julio al 12 de agosto de 1840. 

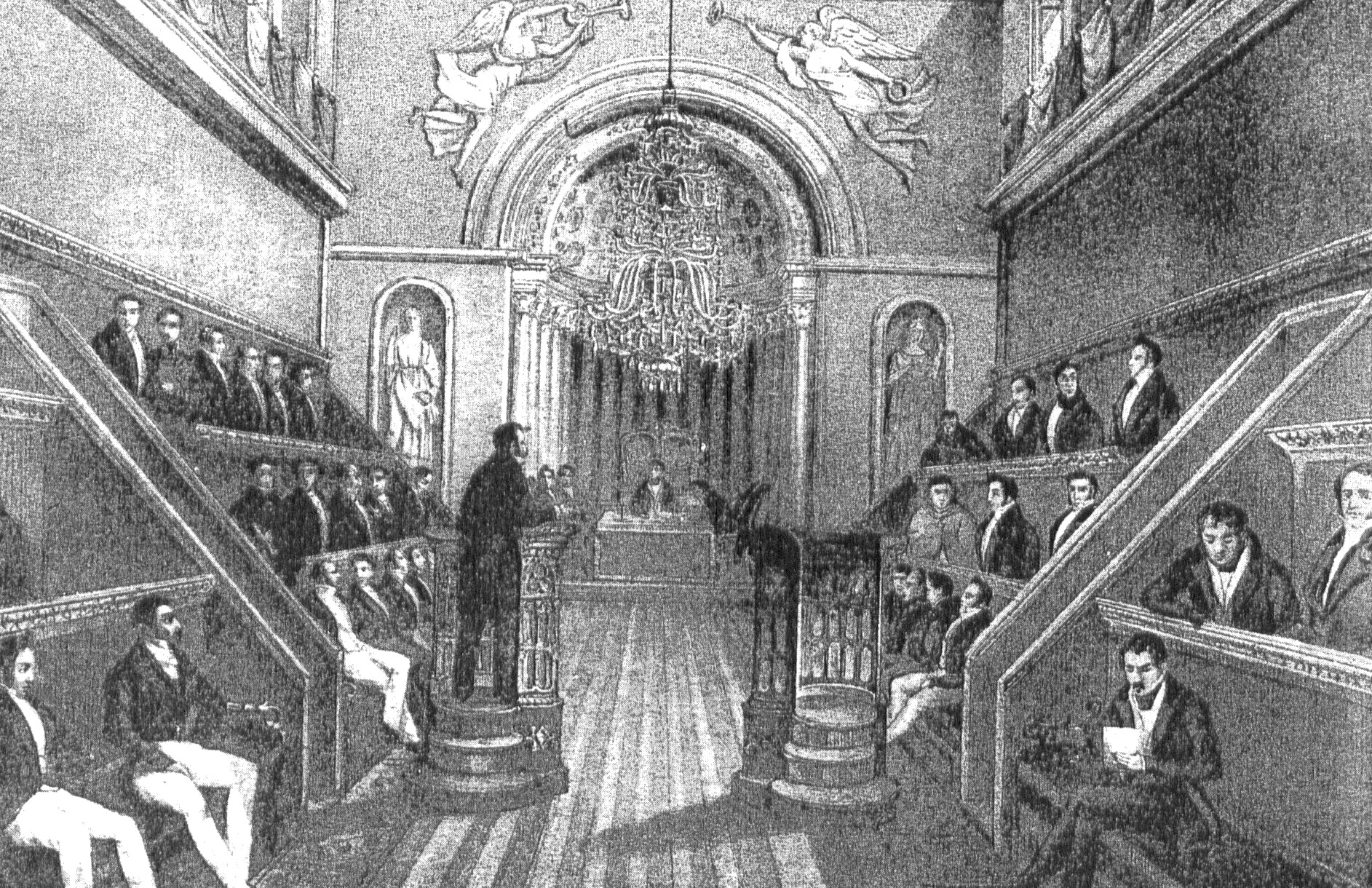
Sesión en el Estamento de Próceres, Museo Municipal de Madrid

La nueva legislación en materia de ley electoral provoca una rotunda victoria de los moderados, que provocó que Antonio González fuera apartado de las Cortes, pero ocupando, esta vez como representante por el distrito de Huelva, un puesto en el Senado. A lo largo del año 1839, la situación política española se va complicando cada vez más, mientras que se suceden los gobiernos moderados. Los debates se intensifican en las Cámaras a propósito de la firma del convenio como consecuencia del abrazo de Vergara, que había puesto fin al conflicto en el territorio vasco-navarro de la primera guerra carlista, aprovechando estas discusiones Antonio González para hacer una defensa a ultranza de la Constitución sobre los Fueros y a destacar el sobresaliente papel de Espartero como firmante de ese convenio. En las elecciones de enero de 1840 la mayoría progresista de las Cortes fue sustituía por otra moderada, logrando esta vez Antonio González su acta de Diputado suplente por Valencia. Desde el poder y las instituciones se plantearon entonces una serie de proyectos legislativos que buscaban la modificación del sistema político, con vistas a anular a los progresistas como fuerza política. 

La chispa de la insurrección progresista fue la presentación de un proyecto de ley municipal, que buscaba eliminar la independencia de los municipios para supeditarlos al gobierno central. Para oponerse a esta ley, el grupo de progresistas de las Cortes, en el que estaba Antonio González, argumentaron contra ella afirmando que era anticonstitucional. Fuera de las Cortes, los progresistas contaban con el apoyo de Espartero, que agrupaba en torno si, tanto a militares de pensamiento progresista, como a gran parte del pueblo, entre los cuales, la figura del militar era muy popular. El pulso entre moderados apoyados por María Cristina y progresistas se saldó en primer lugar, con la sanción de la normativa local y, posteriormente, como consecuencia de la revuelta social generada, con la dimisión del gobierno moderado. La vinculación de Antonio González con Espartero hace que María Cristina le nombre el 20 de julio presidente del ejecutivo y también de la cartera de Gracia y Justicia. El extremeño pone como condición a la regente que para aceptar estos nombramientos, ésta debe aceptar un programa de clara significación progresista, en el que se recogían diversas disposiciones, tales como la rígida observancia a los principios del régimen representativo y la ampliación de las funciones del Consejo de Ministros en detrimento de la Corona, además de tener que aceptar la anulación de la reforma municipal y la disolución de las Cortes antes aprobada. María Cristina se negó a aceptar estos términos e impugnó su nombramiento, siendo el único rechazado del resto de compañeros de gabinete. Ante la oposición real, Antonio González abandona el ejecutivo el 12 de agosto de 1840 y se suma entonces al movimiento insurreccional juntista, incorporándose a las reuniones celebradas en Madrid, siendo nombrado representante en la capital de la institución revolucionaria constituida en la provincia de Huelva. 

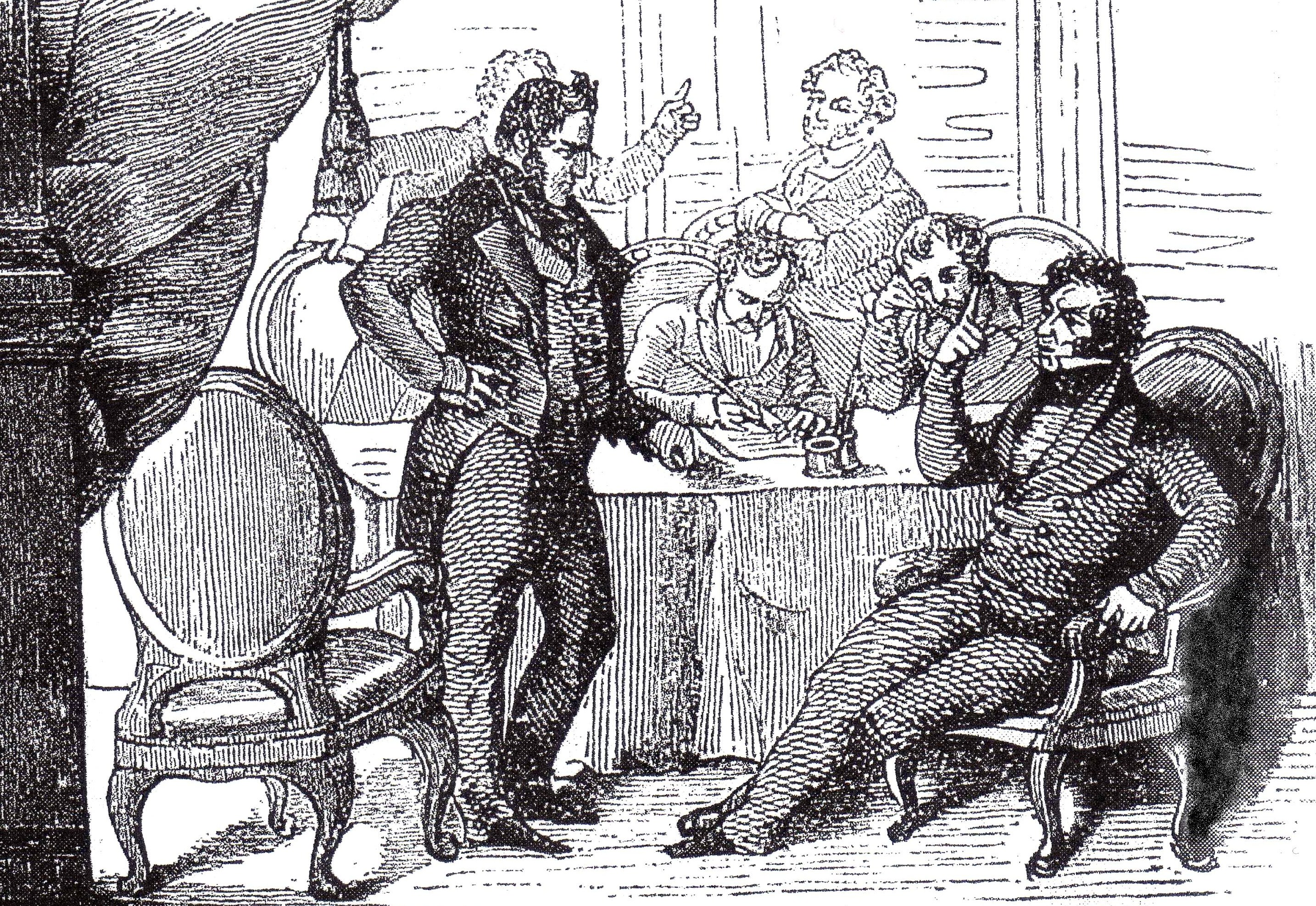
Consejo de ministros durante la regencia de María Cristina de Borbón

La revolución progresista, que se había extendido a toda España trae consigo la caída del gobierno, y con ella la expulsión de España de María Cristina, que debe ceder su puesto de regente al militar Espartero. Antonio González acepta integrarse en primer lugar en noviembre de ese año a la comisión establecida en el Ministerio de Gracia y Justicia para el examen de las causas políticas, y después, en febrero de 1841 el cargo de embajador en Londres. En aquellos momentos de turbulencias políticas, era esencial tener a alguien competente y muy cercano al régimen dirigido por Espartero en Gran Bretaña, al ser esta nación un aliado esencial de la causa liberal en España, además de ser un importante aliado comercial. Su conocimiento del inglés y la antigua amistad con significativos políticos británicos como Lord Palmerston y Lord John Russell, posibilitaron el buen entendimiento diplomático. Pero apenas duró en su puesto de embajador, porque fue reclamado para su regreso a España, al ser elegido Diputado por Badajoz y Valencia en las elecciones en abril de ese mismo año. Espartero necesitaba de las habilidades políticas y personales de Antonio González para que lo ayudase en la etapa política que estaba iniciado. 
El extremeño es nombrado Jefe del Gobierno y también se reserva para él la cartera de Estado, convirtiéndose de esta manera en el hombre fuerte del momento. Esta operación, trajo consigo la ruptura de la cohesión interna del partido progresista, pues algunos de sus integrantes se sintieron postergados a una posición secundaria bajo el poder irradiado por Espartero y Antonio González. En general, durante los siguientes tres años, se puede observar como el extremeño antepuso su fidelidad al regente Espartero, sobre los principios del régimen representativo tan ardorosamente defendidos como norma de conducta en su programa de gobierno. Su gabinete gubernamental estuvo integrado por cinco personas , de las cuales tres eran generales afines a Espartero, dando por tanto al gobierno un aire muy castrense, en donde el regente intervenía directamente, pasándose por alto los reglamentos constitucionales y aplicando erróneamente en ocasiones soluciones militares a problemas de índole política o social.
Durante su labor gubernativa se plantearon, entre otras, medidas racionalizadoras del gasto público, se impulsaron las desamortizaciones eclesiásticas, declarándose como bienes nacionales los del clero secular, se suprimieron definitivamente los diezmos y se abolieron los mayorazgos. Pero pronto surgieron problemas para ejecutar el programa ideado por Antonio González, pues la oposición formulaba enmiendas y largos debates en las Cámaras, a lo que hay que sumar la creciente división de las filas progresistas. El desgaste del gobierno va en aumento y asuntos como la discusión entre intereses librecambistas o proteccionistas con motivo de un posible tratado de comercio con Gran Bretaña o el conocimiento público de ciertos escándalos de corrupción relacionados con contratos públicos, hacen que finalmente se produzca un voto de censura presentado en el Congreso el 28 de mayo de 1842 contra el gobierno. Al día siguiente, Antonio González rechaza la opción que le presenta el regente de disolver las Cortes y presenta la dimisión, que será efectiva el 17 de junio. Incluso en estos momentos ya finales de la regencia, siempre mantuvo su lealtad a la figura de Espartero, mostrándole total adhesión a su persona, como así recoge la propia minuta en donde explicaba su dimisión o las páginas del diario madrileño El Espectador del que era propietario junto a otro insigne progresista, Evaristo Fernández de San Miguel y que era considerado como vocero de la política de Espartero.

## Un largo y laureado ocaso

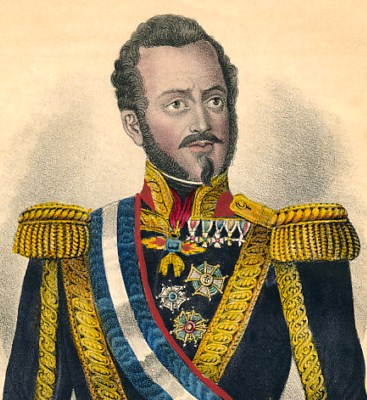
Baldomero Espartero según una grabado editado en la ciudad de Leipzig en 1855.

En las elecciones legislativas de marzo de 1843 consigue un acta de diputado por Cádiz. Los esfuerzos de Antonio González se encaminaron a conseguir aglutinar y limar asperezas dentro de la familia política progresista, con el fin de hacer frente a la creciente oposición que se enfrentaba al autoritarismo de Espartero. Todos sus esfuerzos fracasaron y finalmente la regencia de Espartero y el progresismo caen. Durante los siguientes diez años se dará un periodo conocido como la Década Moderada, en la que los moderados acapararon el poder, ya bajo el reinado de la joven Isabel II. De nuevo Antonio González es enviado al ostracismo político, aunque no de forma total, pues participa en la Cámara Alta, al conseguir el cargo de Senador vitalicio desde abril de 1847.

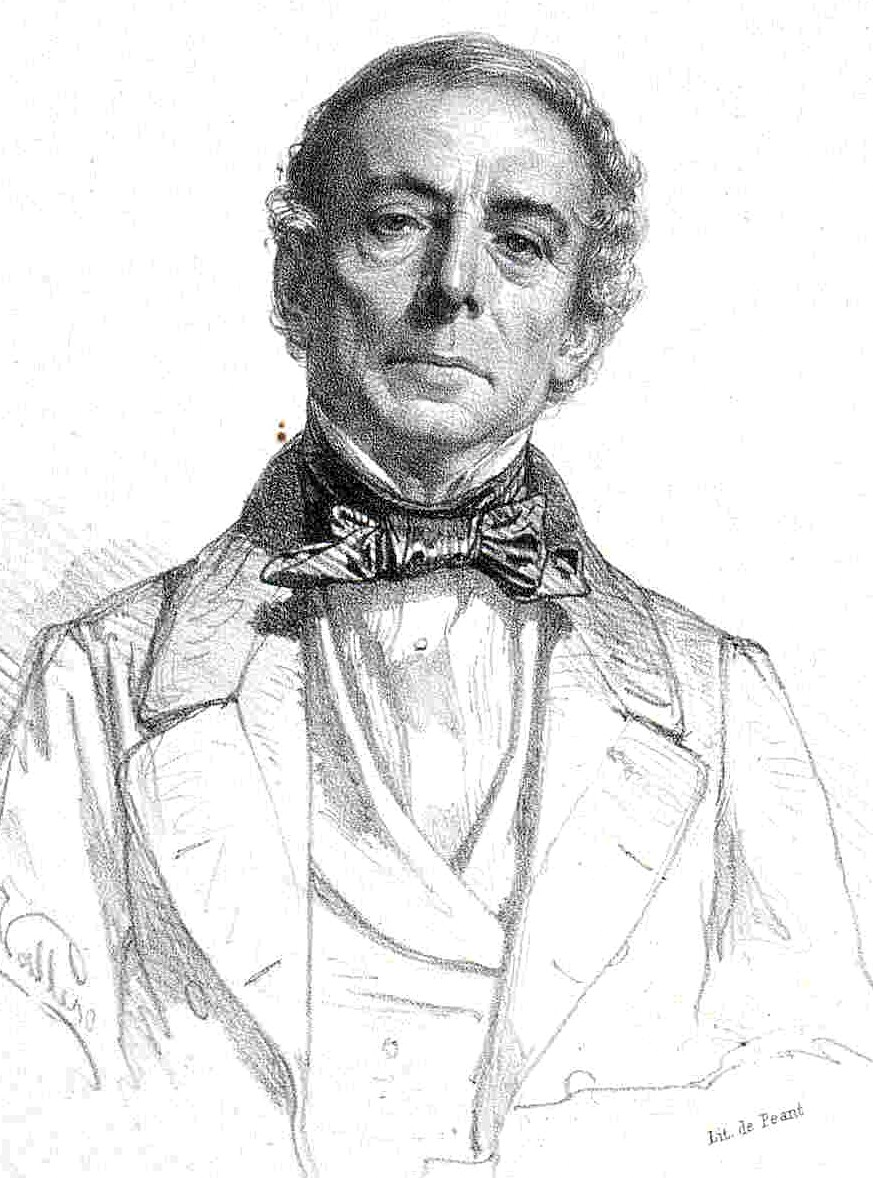
Antonio González por José Vallejo y Galeazo, litografía, 1855, Madrid

En 1854 (Bienio progresista) se produce otra fugaz, pero intensa irrupción de la política progresista en España. Apenas dura dos años y Baldomero Espartero de nuevo se hace cargo del ejecutivo. En noviembre consigue Antonio González un acta de Diputado por Badajoz y se sitúa en un principio dentro de la órbita de Espartero, aunque comienza a entreverse en él cierto alejamiento del ideario de este último. Aunque el extremeño había sido elegido Diputado, su cometido principal no se desarrollará en el Congreso, sino en la embajada española en Londres, a cuyo frente había sido nombrado en agosto de 1854. Llega a Londres a finales de ese mes y se instala en Londres en una vivienda situada en el número 44 de Portland Place, que posibilitaba a la legación vivir con decoro, a pesar de los exiguos recursos con los que contaban. Fue un periodo de continuos viajes entre la capital británica y la española, al tener que cubrir la responsabilidad de Diputado y embajador. En esta época se estaba produciendo la Guerra de Crimea, conflicto que implicaba a diversas potencias europeas. Recibió Antonio González instrucciones de mantener la neutralidad a toda costa, pues la crisis interna de España no daba pie a aventuras exteriores militares. Ocupó el puesto de embajador hasta el 15 de agosto de 1856 cuando con el fin del Bienio Progresista, presenta su dimisión. 

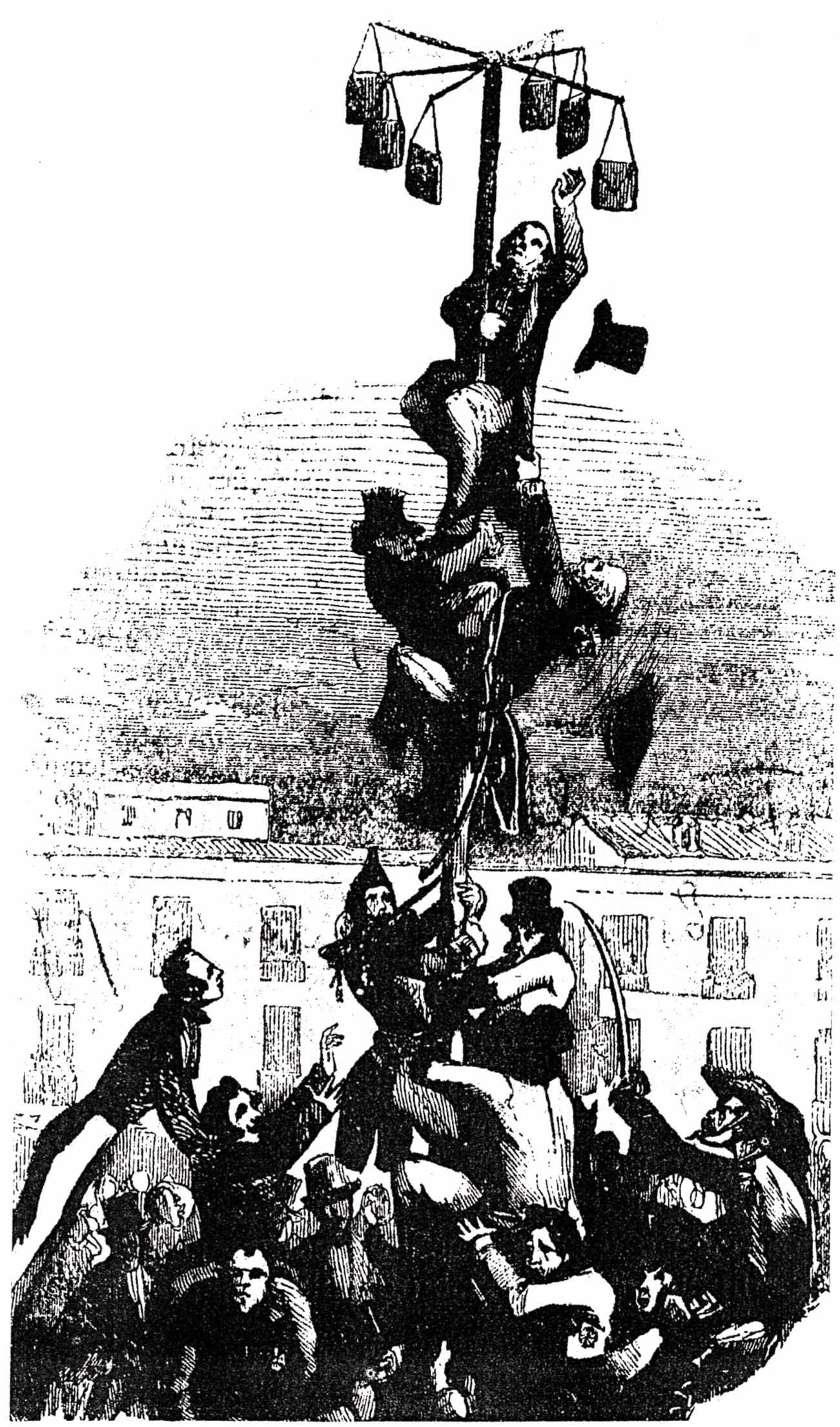
La cucaña política o la lucha por el poder en España. Grabado aparecido en la Ilustración de Escenas Políticas de Mesonero Romanos, edición Gaspar y Roig.

A partir de estas fechas se produce un cambio en sus simpatías políticas, al colocarse en posiciones más conservadoras y se alinea junto a otros antiguos progresistas en el nuevo grupo político conocido como Unión Liberal, liderado por Leopoldo O'Donnell. Esta nueva adscripción política, aunque le granjeó recurrentes antipatías entre algunos de sus antiguos compañeros de filas, le resultó muy beneficiosa, pues supuso para su persona una nueva etapa dorada en su carrera pública. Un ya anciano Antonio González es nombrado en julio de 1858 consejero de Estado y, tras cuatro años de ejercicio de esta magistratura, el 15 de febrero de 1862 es de nuevo nombrado embajador en Londres. En este cargo duró poco tiempo, pues presentó su dimisión el 10 de marzo de 1863, aduciendo justificados motivos de mala salud. Posteriormente alcanza la presidencia del Consejo de Estado, que ostenta hasta la llegada de los moderados en 1866. Desde la corona también se premia su larga carrera política y los méritos acumulados, concediéndole Isabel II el título nobiliario de marqués de Valdeterrazo por real decreto de 31 de octubre de 1864. A finales de abril de 1866 alcanza la presidencia de la jefatura de la sección de Negocios Extranjeros, aunque poco durará en este cargo, pues dimitirá a mediados de julio por discrepar sobre el autoritarismo moderado. Se mantuvo al margen de las conspiraciones y alianzas políticas que supusieron el derrocamiento y exilio de Isabel II tras el éxito de la Revolución de 1868. Antonio González por su cercanía, aunque no total, con O'Donnell había perdido credibilidad dentro del progresismo, y las fuerzas políticas protagonistas durante el Sexenio Democrático poco contaron con su figura. Poco a poco se acerca a las posturas de Antonio Cánovas del Castillo, quien será protagonista del restablecimiento de la monarquía en la figura de Alfonso XII. Hasta sus últimos días participó en la vida política nacional, pues con ochenta y tres años, en febrero de 1873, es elegido Senador por Almería y en plena legislatura le llega la muerte, acaecida en Madrid en 1876.

Tras de sí, dejó un importante patrimonio, el cual acrecentaron sus descendientes. A lo largo de su vida percibió elevados sueldos y pensiones, por los altos cargos que ocupó en la administración. En su tierra natal contaba con propiedades urbanas y sobre todo con extensas fincas ganaderas y agrícolas heredadas de sus padres, a las que hay que sumar la hacienda de Valdeterrazo, adquirida durante la desamortización civil en el municipio pacense de Villanueva del Fresno. En Madrid acumuló diversas propiedades urbanas y poseía participaciones en el Banco de España, siendo su cuarto accionista más importante. Su hijo Ulpiano González y de Olañeta heredó el título de marqués de Valdeterrazo, concediéndosele el título de Grandeza de España el 3 de abril de 1893 por el rey Alfonso XIII y su nieta María Isabel González de Olañeta e Ibarreta casó con Su Alteza Real Fernando de Orleans, duque de Montpensier. Su dilatada carrera política, militar, judicial y diplomática fue recompensada con muy diversas condecoraciones. En España le fueron adjudicadas diversas medallas como la de caballero de la Real y Distinguida Orden de Carlos III y del extranjero también le fueron concedidos diversos reconocimientos como la Gran Cruz de la Orden del Cristo de Portugal, del Cruceiro de Brasil, del León Neerlandés, de la Estrella del Norte de Suecia y Noruega y la Gran Cruz de Senador de Parma, entre otras muchas. 
| Predecesor: Evaristo Pérez de Castro                 | Presidente del Consejo de Ministros de España 1840        | Sucesor: Valentín Ferraz                            |
| Predecesor: Joaquín María Ferrer                     | Presidente del Consejo de Ministros de España 1841 - 1842 | Sucesor: José Ramón Rodil                           |
| Predecesor: Francisco Javier de Istúriz              | Presidente del Congreso de los Diputados de España 1836   | Sucesor: Álvaro Gómez Becerra                       |
| Predecesor: Domingo Ruiz de la Vega Lorenzo Arrazola | Ministro de Gracia y Justicia 1838 1840                   | Sucesor: Lorenzo Arrazola Francisco Agustín Silvela |
| Predecesor: Joaquín María Ferrer                     | Ministro de Estado 1841 - 1842                            | Sucesor: Ildefonso Díez de Rivera                   |

## Biografía sobre el personaje
- GONZÁLEZ CABALLERO, Juan Antonio: Biografía de Antonio González González en José M. Lama (ed.): Los primeros liberales españoles. La aportación de Extremadura, 1810-1854 (Biografías), 2010, Diputación Provincial de Badajoz, Badajoz.